# Acrossus belousovi
Acrossus belousovi är en skalbaggsart som beskrevs av Frolov 2001. Acrossus belousovi ingår i släktet Acrossus och familjen Aphodiidae. Inga underarter finns listade i Catalogue of Life.